# Give Me Fire
Give Me Fire is een Engelstalige single van de Belgische band Good Shape uit 1994. Het was de tweede single die de groep uitbracht en de opvolger van hun doorbraakhit Take My Love. In de zomer van 1994 werd Give Me Fire een nummer 1-hit in Vlaanderen en uitgeroepen tot Radio 2 Zomerhit.
Het was het enige nummer op de single. Het nummer verscheen ook op hun album Maniacs of Love uit 1994.

## Meewerkende artiesten
- Producer: 
  - Koen De Beir
- Muzikanten:
  - Koen De Beir (keyboard)
  - Filip Vervaeke (zang)
  - Geert De Meyer (zang)
  - David Cantré (zang)

## Hitnotering
Net als de voorganger Take My Love werd Give Me Fire in Vlaanderen een grote hit. Good Shape stond er 17 weken mee in de Vlaamse hitparade, waarvan vier weken op de eerste plaats. In de Vlaamse jaarlijst van 1994 eindigde Give Me Fire op de twaalfde plaats.

### Vlaamse hitparade
| Positie: | 19 | 5 | 1 | 1 | 1 | 1 | 2 | 3 | 3 | 3 | 4 | 4 | 6 | 11 | 17 | 32 | 35 | uit |